# Omiodes accepta
Omiodes accepta là một loài bướm đêm trong họ Crambidae.